# Campeonato Nacional de Basquete Masculino de 2005
O Campeonato Nacional de Basquete Masculino de 2005 (16ª edição) foi um torneio realizado a partir de 23 de janeiro até 26 de junho de 2005 por dezesseis equipes representando oito estados.

## Participantes
Araraquara, Araraquara/SP

 COC/Ribeirão Preto, Ribeirão Preto/SP

 Corinthians/Mogi, Mogi das Cruzes/SP

 Franca, Franca/SP

 Joinville BA, Joinville/SC

 Keltek Basketball, São José dos Pinhais/PR

 Liga Macaense, Macaé/RJ

 Limeira, Limeira/SP

 Lobos Brasília, Brasília/DF

 Londrina, Londrina/PR

 Minas, Belo Horizonte/MG

 Paulistano, São Paulo/SP

 Telemar, Rio de Janeiro/RJ

 Ulbra, Torres/RS

 Unitri/Uberlândia, Uberlândia/MG

 Universo/Ajax, Goiânia/GO

## Regulamento

### Fórmula de disputa
O Campeonato Nacional de Basquete Masculino foi disputado por 16 equipes em duas fases:
- Fase classificatória: As 16 equipes disputaram partidas em um sistema de turno e returno, em que enfrentaram todos os adversários em seu mando de quadra e fora dele.
- Playoffs: As oito equipes classificadas jogaram num sistema mata mata e a vencedora desses foi declarada Campeã Nacional de Basquete Masculino de 2005. É dividida em três partes: 
  - Quartas de final: Foi disputada pelas equipes que passaram da primeira fase, seguindo a lógica: (1ª x 8ª); (2ª x 7ª); (3ª x 6ª); (4ª x 5ª). Estas jogaram partidas em melhor de cinco (jogos), sendo dois mandos de campo para cada e o jogo de desempate, se houvesse, no ginásio da equipe com o melhor índice técnico da fase classificatória.
  - Semifinais: Foi disputada pelas equipes que passaram das quartas de final, seguindo a lógica: vencedor A x vencedor D e vencedor B x vencedor C. Estas jogaram partidas em melhor de cinco (jogos), sendo dois mandos de campo para cada e o jogo de desempate, se houvesse, no ginásio da equipe com o melhor índice técnico da fase classificatória.
  - Final: Foi disputada entre as duas equipes vencedoras das semifinais, em melhor de cinco (jogos), sendo dois mandos de campo para cada e o jogo de desempate, se houvesse, no ginásio da equipe com o melhor índice técnico da fase classificatória. A equipe vencedora foi declarada campeã da competição.

### Critérios de desempate
1º: Confronto direto

2º: Saldo de cestas dos jogos entre as equipes

3º: Melhor cesta average (se o empate foi entre duas equipes)

4º: Sorteio

### Pontuação
Vitória: 2 pontos

Derrota: 1 ponto

Não comparecimento: 0 pontos

## Classificação
| 1  | Telemar                     | 56 | 30 | 26 | 4  | 2979 | 2607 | 1,14269 | 86,7 |
| 2  | COC/Ribeirão Preto          | 56 | 30 | 26 | 4  | 3035 | 2769 | 1,09606 | 86,7 |
| 3  | Unitri/Uberlândia           | 53 | 30 | 23 | 7  | 2619 | 2398 | 1,09216 | 76,7 |
| 4  | Universo/BRB/Brasília       | 47 | 30 | 17 | 13 | 2662 | 2609 | 1,02031 | 56,7 |
| 5  | Uniara/Araraquara           | 47 | 30 | 17 | 13 | 2485 | 2412 | 1,03027 | 56,7 |
| 6  | Paulistano/Dix Amico        | 47 | 30 | 17 | 13 | 2690 | 2705 | 0,99445 | 56,7 |
| 7  | Pitágoras/Minas             | 46 | 30 | 16 | 14 | 2532 | 2526 | 1,00238 | 53,3 |
| 8  | Keltek/São José dos Pinhais | 45 | 30 | 15 | 15 | 2561 | 2559 | 1,00078 | 50,0 |
| 9  | Universo/Ajax               | 44 | 30 | 14 | 16 | 2559 | 2586 | 0,98956 | 46,7 |
| 10 | Winner/Limeira              | 42 | 30 | 12 | 18 | 2705 | 2712 | 0,99742 | 40,0 |
| 11 | Ulbra/Torres                | 42 | 30 | 12 | 18 | 2451 | 2485 | 0,98632 | 40,0 |
| 12 | Franca Basquete             | 41 | 30 | 11 | 19 | 2526 | 2655 | 0,95141 | 36,7 |
| 13 | Liga Macaense               | 40 | 30 | 10 | 20 | 2460 | 2707 | 0,90876 | 33,3 |
| 14 | Londrina/Tim                | 39 | 30 | 9  | 21 | 2386 | 2549 | 0,93605 | 30,0 |
| 15 | Corinthians/Mogi/UMC        | 38 | 30 | 8  | 22 | 2391 | 2595 | 0,92139 | 26,7 |
| 16 | Joinville/FME               | 37 | 30 | 7  | 23 | 2412 | 2579 | 0,93525 | 23,3 |

|  |                                           |
|  | Zona de classificação às Quartas-de-Final |

## Fase final
|  | Quartas de final | Quartas de final            | Quartas de final   | Quartas de final  | Quartas de final | Quartas de final | Quartas de final | Quartas de final   |                        |                   | Semifinal | Semifinal | Semifinal | Semifinal | Semifinal | Semifinal | Semifinal | Semifinal |  |  | Final | Final                  | Final | Final | Final | Final | Final | Final |
|  |                  |                             |                    |                   |                  |                  |                  |                    |                        |                   |           |           |           |           |           |           |           |           |  |  |       |                        |       |       |       |       |       |       |
|  | 1                | Telemar/Rio de Janeiro      | 95                 | 91                | 105              |                  |                  | 3                  |                        |                   |           |           |           |           |           |           |           |           |  |  |       |                        |       |       |       |       |       |       |
|  | 8                | São José dos Pinhais/Keltek | 94                 | 74                | 63               |                  |                  | 0                  |                        |                   |           |           |           |           |           |           |           |           |  |  |       |                        |       |       |       |       |       |       |
|  | 8                | São José dos Pinhais/Keltek | 94                 | 74                | 63               |                  | 1                | 0                  | Telemar/Rio de Janeiro | 96                | 98        | 96        |           |           | 3         |           |           |           |  |  |       |                        |       |       |       |       |       |       |
|  |                  |                             |                    |                   |                  |                  |                  |                    | Telemar/Rio de Janeiro | 96                | 98        | 96        |           |           | 3         |           |           |           |  |  |       |                        |       |       |       |       |       |       |
|  |                  | 4                           | Universo/BRB       | 94                | 76               | 81               |                  |                    | 0                      |                   |           |           |           |           |           |           |           |           |  |  |       |                        |       |       |       |       |       |       |
|  | 4                | 4                           | Universo/BRB       | 94                | 76               | 81               | Universo/BRB     | 106                | 0                      | 81                | 74        | 85        | 80        | 3         |           |           |           |           |  |  |       |                        |       |       |       |       |       |       |
|  | 4                |                             |                    |                   |                  |                  | Universo/BRB     | 106                |                        | 81                | 74        | 85        | 80        | 3         |           |           |           |           |  |  |       |                        |       |       |       |       |       |       |
|  | 5                | Uniara/Araraquara           | 100                | 79                | 89               | 86               | 72               | 2                  |                        |                   |           |           |           |           |           |           |           |           |  |  |       |                        |       |       |       |       |       |       |
|  |                  |                             |                    |                   |                  |                  |                  |                    |                        |                   |           |           |           |           |           |           |           |           |  |  | 1     | Telemar/Rio de Janeiro | 87    | 94    | 91    | 106   |       | 3     |
|  |                  |                             | 3                  | Unitri/Uberlândia | 71               | 91               | 96               | 92                 |                        | 1                 |           |           |           |           |           |           |           |           |  |  |       |                        |       |       |       |       |       |       |
|  | 3                | Unitri/Uberlândia           | 100                | 104               | 78               | 96               |                  | 3                  |                        |                   |           |           |           |           |           |           |           |           |  |  |       |                        |       |       |       |       |       |       |
|  | 6                | Paulistano/Dix Amico        | 93                 | 96                | 88               | 92               |                  | 1                  |                        |                   |           |           |           |           |           |           |           |           |  |  |       |                        |       |       |       |       |       |       |
|  | 6                | Paulistano/Dix Amico        | 93                 | 96                | 88               | 92               |                  | 1                  | 3                      | Unitri/Uberlândia | 87        | 77        | 95        | 85        |           | 3         |           |           |  |  |       |                        |       |       |       |       |       |       |
|  |                  |                             |                    |                   |                  |                  |                  |                    | 3                      | Unitri/Uberlândia | 87        | 77        | 95        | 85        |           | 3         |           |           |  |  |       |                        |       |       |       |       |       |       |
|  |                  | 2                           | COC/Ribeirão Preto | 86                | 83               | 85               | 81               |                    | 1                      |                   |           |           |           |           |           |           |           |           |  |  |       |                        |       |       |       |       |       |       |
|  | 2                | 2                           | COC/Ribeirão Preto | 86                | 83               | 85               | 81               | COC/Ribeirão Preto | 1                      | 114               | 96        | 82        | 94        |           | 3         |           |           |           |  |  |       |                        |       |       |       |       |       |       |
|  | 2                |                             |                    |                   |                  |                  |                  | COC/Ribeirão Preto |                        | 114               | 96        | 82        | 94        |           | 3         |           |           |           |  |  |       |                        |       |       |       |       |       |       |
|  | 7                | Pitágoras/Minas             | 112                | 95                | 83               | 80               |                  | 1                  |                        |                   |           |           |           |           |           |           |           |           |  |  |       |                        |       |       |       |       |       |       |

## Finais

### Primeiro jogo
| 17 de junho 18:15 |  | Telemar/Rio de Janeiro | 87–71 | Unitri/Uberlândia |  | Rio de Janeiro |  |

### Segundo jogo
| 19 de junho 14:00 |  | Telemar/Rio de Janeiro | 94–91 | Unitri/Uberlândia |  | Rio de Janeiro |  |

### Terceiro jogo
| 24 de junho 20:30 |  | Unitri/Uberlândia | 96–91 | Telemar/Rio de Janeiro |  | Ginásio do UTC, Uberlândia |  |

### Quarto jogo
| 26 de junho 15:30 |  | Unitri/Uberlândia | 92–106 | Telemar/Rio de Janeiro |  | Ginásio do UTC, Uberlândia |  |

0
| Campeonato Nacional de Basquete Masculino 2005        |
| ----------------------------------------------------- |
| Telemar/Rio de Janeiro Campeão (1° título Brasileiro) |